# Joseph-Marie Lo Duca
Joseph-Marie Lo Duca (Giuseppe Maria Lo Duca) est un écrivain et un critique de cinéma franco-italien né le 18 novembre 1910 à Milan et mort le 6 août 2004 à Fontainebleau, où il vécut les dernières années de sa vie. Il est l'un des fondateurs des Cahiers du cinéma.

## Biographie
Joseph-Marie Lo Duca publie, à 16 ans, en 1927, son premier ouvrage de science-fiction, La Sphère de platine (Fasquelle, coll. « Bibliothèque Charpentier »).
Il s'installe à Paris en 1933. À partir de 1958, il dirige la coll. « Bibliothèque internationale d'érotologie », publiée par Jean-Jacques Pauvert. En 1961, il aide Georges Bataille, miné par la maladie, à terminer son dernier ouvrage, Les Larmes d’Éros, et à le publier dans cette collection.
En 1998, il quitte sa résidence de Nanterre où il vivait avec sa famille, son fils et ses petits-enfants pour s'installer à Samois-sur-Seine, où il a de nombreux amis. En souvenir de son attachement à la ville, la municipalité donne son nom à la bibliothèque communale, face à la mairie, qui prend le nom de Bibliothèque Lo Duca.

## Œuvres
- La Sphère de platine, Paris, Fasquelle, 1927
- Arturo Martini, Milano, Ulrico Hoepli, 1933
- Giorgio de Chirico, Milano, Ulrico Hoepli, 1936
- Neige sur la Baltique, Racine, 1940 (poème, traduit de l'italien par Paul Valéry)
- Meccanismo della sconfitta francese, Roma, Bibliografia fascista, 1936
- Mécanisme de la défaite française: la guerre de 150 ans, Paris, Éd. Europe, 1941
- La France contre la France, 1941 (essai précédé d'une conversation avec Paul Valéry et d'une lettere d' André Gide)
- Benn, Albert Skira, 1941 (45 pl.); 2e éd. 1947
- Traité d'astronomie. Pytagoras, s.l., 1942
- Histoire du cinéma, Paris, Presses Universitaires de France (que sais-je? n° 81), 1942; 2e éd. 1943, 3e éd. revue 1947, 4e éd. 1951, 5e éd. 1956
- Bayard, le premier photographe, Paris, Prisma, 1943 (48 pl.)
- Technique du cinéma, Paris, Presses Universitaires de France (Que sais je? n° 118), 1943; 7e éd. 1974
- Art romain primitif, Éd. du Chêne, 1944 (46 pl.)
- (avec Maurice Bessy) Georges Méliès mage, suivi de Mes mémoires par Georges Méliès, Louis Lumière inventeur , Paris, Prisma, 1945; rééd. « Édition du centenaire 1861-1961 », Pauvert, 1961
- L'affiche, Paris, Presses Universitaires de France (Que sais-je n° 153), 1947; 1951
- Le dessin animé: histoire, esthétique, technique, Paris, Prisma, 1948, (introduction de Walt Disney); réédition Le Plan de la Tour, Les Editions d'Aujourd'hui, coll. « Les Introuvables », 1982
- Journal secret de Napoléon Bonaparte, Paris, Éd. de l'Archipel, 1948; Paris, Pauvert, 1962; etc.; Paris, Libretto, 2015 (une exofiction sur Napoléon Ier)
- (editeur avec Maurice Bessy) Le contre-mémorial d'Hudson Lowe, Paris, Fasquelle, 1949
- (avec André Bazin et Jacques Doniol-Valcroze) Histoire du cinéma, Paris, Les Cahiers du cinéma, 1950
- Mario Tozzi, Milano, Ulrico Hoepli, 1951
- Henri Rousseau dit le Douanier, Paris, Éd. du Chêne, 1951 (120 ill., 16 pl.)
- Les Frères rouges, Paris, Fasquelle, 1954 (nouvelle)
- 'L'Érotisme au cinéma, Paris, Pauvert, 1956
- Conversation sur l'Histoire (avec Paul Valéry), Paris, Fasquelle, 1957
- Histoire du cinéma, 1895-1958, Paris, Presses Universitaires de France (Que sais-je? n° 81), 1958, 6e éd. mise au jour
- De erotica I: Précis d'histoire de l'érotisme, Paris, Pauvert, 1958; reéd. Histoire de l'érotisme, Paris, La Jeune Parque, coll. « Les classiques de l'univers sexuel », 1969
- De erotica II: Technique de l'érotisme, Paris, Pauvert, 1958
- De erotica III: L'Érotisme au cinéma, Paris, Pauvert, 3 vol., 1958-1967
- (avec Federico Fellini) La Douceur de vivre, Paris, Julliard, 1960 (roman) (traduit de l'italien La dolce vita)
- Capuletti, Paris, Archipel, 1960 (87 ill., 17 pl.)963
- L'Amour, aujourd'hui, Paris, Albin Michel, 1(essai)
- Histoire du cinéma, 1895-1964, Paris, Presses Universitaires de France (Que sais-je, n° 81), 1964, 7e éd. mise au jour
- L'Objet. Droits de l'érotisme et droit à l'érotisme, Paris, Pauvert, 1966 (essai)
- Érotique de l'Art, Paris, La Jeune Parque, 1966
- Nouveau Dictionnaire de sexologie + supplément, Paris, Pauvert, 1967
- Histoire du cinéma, 1895-1968, Paris, Presses Universitaires de France (Que sais-je? n° 81), 1968, 8e éd. mise au jour
- Le Huitième Sceau, Paris, Pauvert, 1968 (roman)
- Et si nous parlions des crétins ?, Paris, Robert Laffont, 1973
- (avec Maurice Bessy) L'Érotisme au cinéma, Paris, Fiméditions: Textimage, 1977  (éd. nouvelle, refondue et augmentée); id. Péaris, Lhermier, 1978 (éd. nouvelle et refondue); id. Levallois-Perret: Textimages, 1981
- Et le ciel se retira…,  Club du livre d'anticipation, éditions OPTA, 1980 (avec trois illustrations hors-texte de Leonor Fini)
- Luxure de luxe (l'art érotique dans la bande dessinée de Sandro Botticelli à Roy Lichtenstein), Paris, Éditions Dominique Leroy|Dominique Leroy, 1983
- Les Mines de Sodome. Trois contes bibliques, réédition Max Milo, 2001